# Народно-освободительная армия Манипура
Народно-освободительная армия Манипура, часто сокращаемая просто до Народно-освободительная армия (НОА-МП или НОАМ), основанная Н. Бишешваром Сингхом 25 сентября 1978 года, является сепаратистской вооруженной террористической группировкой, борющейся за отдельное независимое социалистическое государство Манипур, штат на северо-востоке Индии. Хотя она утверждает, что сражается за весь штат, Раджпуты, Чин и племена в штате не являются частью группы. Кадры набираются из народа Манипури и народа Пангал.
С момента своего основания она ведет партизанскую войну в рамках мятежа в Манипуре против индийских вооруженных сил и нацелена на индийскую армию, индийские военизированные формирования и полицию штата. Однако в конце девяностых годов оно объявило об одностороннем решении не нападать на полицию Манипура.
Гибель некоторых высших руководителей в бою (например, Президента Тудама Кунджабехари в 1982 году) и арест других (например, Н. Бишешвара в 1981 году) снизили её военную активность в восьмидесятых годах. В 1989 году было сформировано политическое крыло под названием Революционный народный фронт (РНФ). РНФ сформировала правительство в изгнании в Бангладеш во главе с Иренгбамом Чаореном и начала реструктуризацию организации. Организация становится очень активной. Её деятельность была разделена на четыре секции: западные горные районы долины Садар в Манипуре, горные районы Садар в восточной долине, горные районы Манипура и долины Импхал, в каждой из которых был командир и другие звания.
По состоянию на 2008 год численность организации, по оценкам, составляла около 3800 человек.
НОА-МП также является членом Народно-освободительного фронта Манипура, зонтичной организации нескольких сепаратистских групп Манипура, а именно ОНОФ и ПРЕПАК. 29 июля 2020 года трое джаванов из ассамских стрелковых подразделений были убиты и шестеро ранены в результате засады в районе Чандел в Манипуре недалеко от индо-мьянманской границы.